# Haus Kallenberg

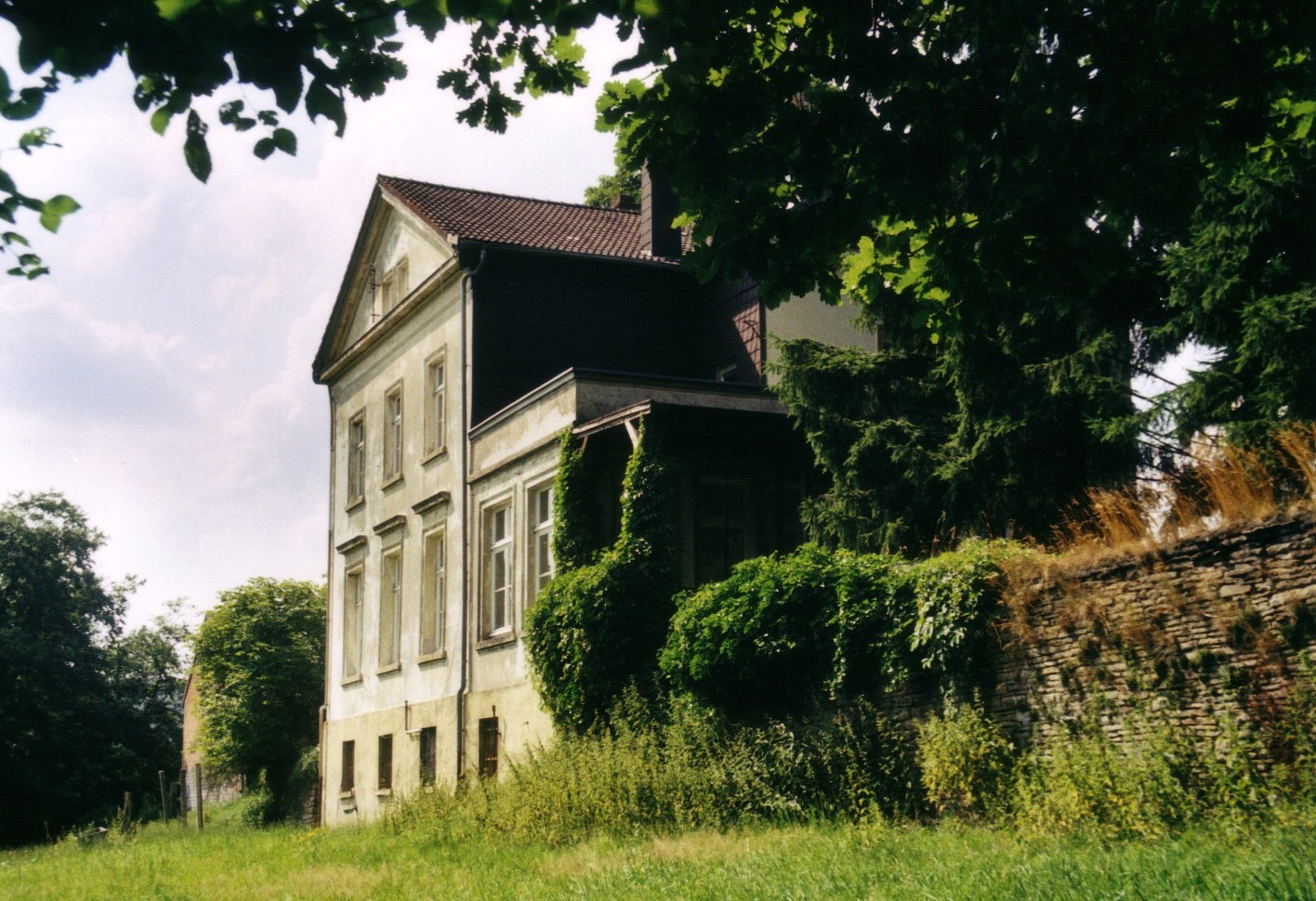
Haus Kallenberg

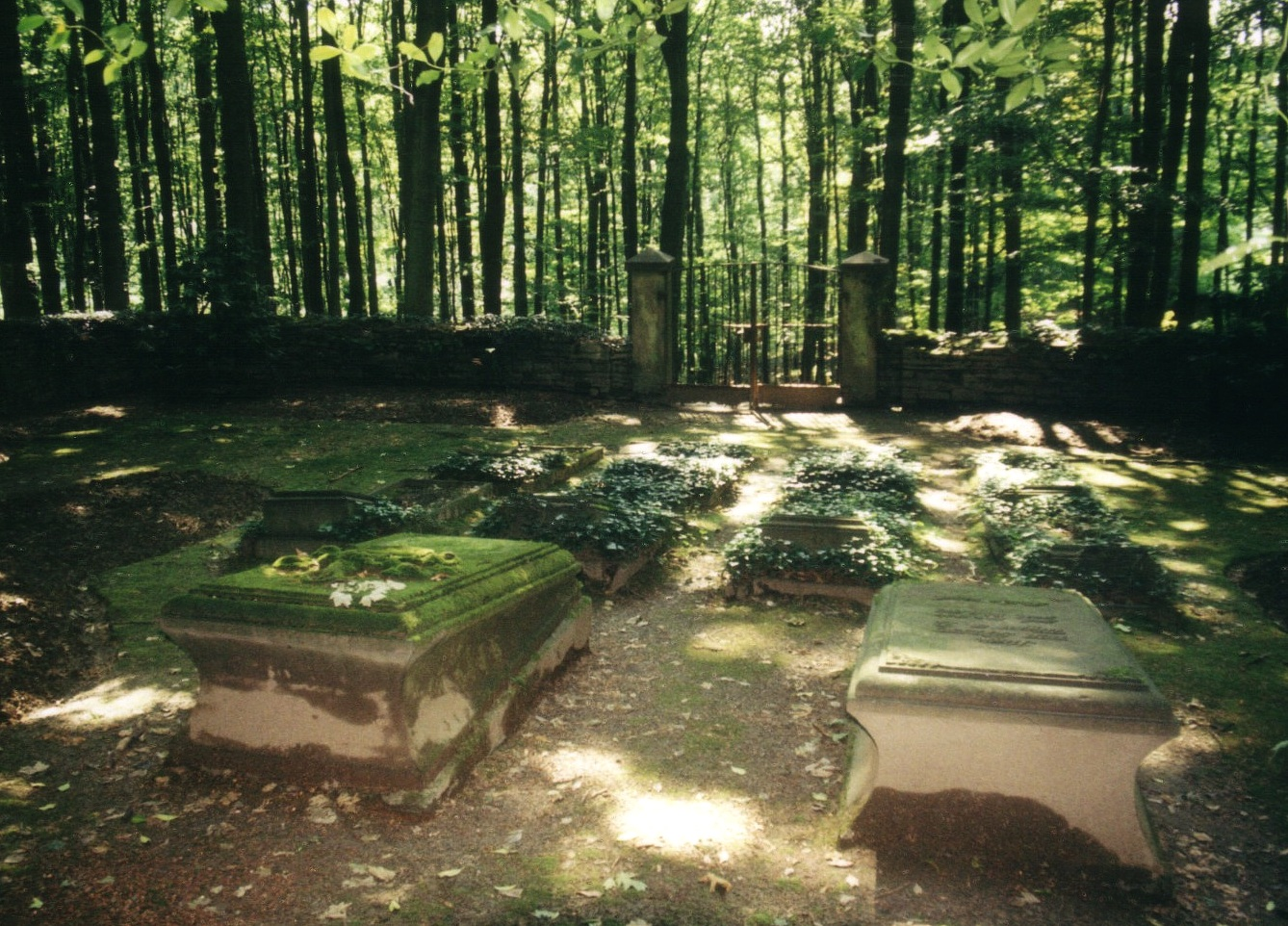
Das Erbbegräbnis

Haus Kallenberg ist ein ehemaliges Herrenhaus und heutiger Bauernhof am Kallenberger Weg im Stadtteil Kirchende von Herdecke. Weiter östlich liegen eine Erbbegräbnisstätte und ein Friedhof. Südlich fließt der Ender Mühlenbach.
Auf der ehemals zum Hof gehörenden Weidefläche nördlich der bewaldeten gleichnamigen Anhöhe Kallenberg (198 m ü. NN.) wurde im Jahr 2005 ein Einkaufszentrum errichtet.
Die Herren von der Vaerst zu Callenberg saßen schon zu Beginn des 15. Jahrhunderts auf diesem Rittersitz. Ihr Wappen zeigt einen zwölfmal rot und gold geständerten Schild, einen blauen Mittelschild und auf dem Helm einen goldenen und einen roten Palmzweig oder zwei grüne Zweige mit Beeren. Um 1400 wurde Hermann von dem Vorste als Lehnsnehmer von Haus Heven in Bochum angeführt. In der evangelischen Kirche von Kirchende befindet sich die Grabplatte von Hermann von dem Varst aus dem Jahre 1549. Sie steht heute im Turmraum der Kirche.
Um 1774 kaufte sich die Familie aus der Lehnsherrschaft der Abtei Werden frei.
Friedrich Goswin Freiherr von Vaerst zum Callenberg erwarb 1774 Haus Weitmar und Haus Bärendorf auf dem heutigen Bochumer Stadtgebiet.